# Chuck Grassley
Charles Ernest "Chuck" Grassley (født 17. september 1933 i New Hartford) er en amerikansk republikansk politiker. Han er medlem af USA's senat valgt i Iowa siden 1981 Han var medlem af Repræsentanternes Hus i perioden 1975–1981.